# ماسي توريلو
ماسي توريلو (بالإيطالية: Masi Torello)‏ هي بلدية في مقاطعة فيرارا في إقليم إميليا رومانيا الإيطالي.

## السكان
في سنة 1861 بلغ عدد السكان 1٬800 نسمة، وتطور العدد ليصل في سنة 2011 لـ 2٬368 نسمة.
يظهر هذا المخطط البياني تطور النمو السكاني لـ ماسي توريلو